# Парність (математика)

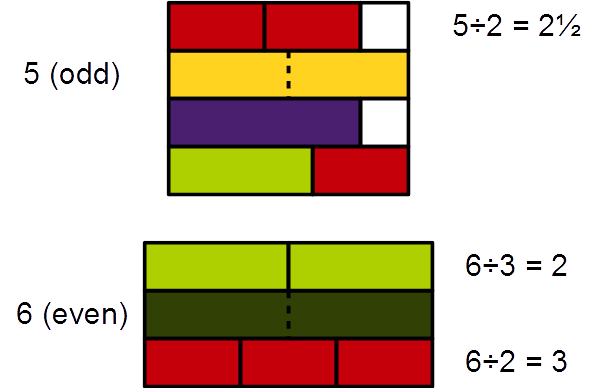

Па́рність або непарність — властивість цілих чисел. Зокрема, парним називається таке число, яке можна поділити на 2 без остачі, тоді як непарне число ділиться на два з остачею. Наприклад, парними є −4, 8, 0, та 32. Непарними є −3, 9, 1, та 5.

## Визначення
Парне число можна подати як:
{\displaystyle x=2k}
Непарне число можна подати як:
{\displaystyle x=2k+1.}
де k - довільне ціле число.
Еквівалентне визначення це те, що парне число ділиться на 2:
{\displaystyle 2\ |\ x}
а непарне — ні:
{\displaystyle 2\not |\ x}
Множини парних та непарних чисел можна визначити наступним чином:
{\displaystyle \{2k:k\in \mathbb {Z} \}}
{\displaystyle \{2k+1:k\in \mathbb {Z} \}}

## Парність у програмуванні
У програмуванні перевірку на парність можна здійснити різними шляхами.

### Ґрунтується на математичній умові подільності на парне число 2
```
<?php

for
 
(
$number
 
=
 
0
;
 
$number
 
<
 
10
;
 
$number
++
)
 
{

    
if
 
(
$number
 
%
 
2
)
 
{

        
print
(
'число '
 
.
 
$number
 
.
 
' непарне<br />'
 
.
 
"
\r\n
"
);

    
}
 
else
 
{

        
print
(
'число '
 
.
 
$number
 
.
 
' парне<br />'
 
.
 
"
\r\n
"
);

    
}

}

```

### Використовуючи бітову операцію &
Використовується той факт, що у непарного числа найменший біт завжди дорівнює 1, а бітовий оператор AND повертає число, у якому біти, що відповідають встановленим бітам маски, збігаються з відповідними бітами вихідного числа.
```
<?php

for
 
(
$number
 
=
 
0
;
 
$number
 
<
 
10
;
 
$number
++
)
 
{

    
if
 
(
$number
 
&
 
1
)
 
{

        
print
(
'число '
 
.
 
$number
 
.
 
' непарне<br />'
 
.
 
"
\r\n
"
);

    
}
 
else
 
{

        
print
(
'число '
 
.
 
$number
 
.
 
' парне<br />'
 
.
 
"
\r\n
"
);

    
}

}

```